# Championnat du Venezuela de football 1985
Navigation
Saison 1984 Saison 1986
La saison 1985 du championnat du Venezuela de football est la vingt-neuvième édition du championnat de première division professionnelle au Venezuela et la soixante-cinquième saison du championnat national. 
Le championnat se déroule en deux phases :
- la première phase voit les dix formations regroupées au sein d'une poule unique où elles s'affrontent deux fois, à domicile et à l'extérieur. Les six premiers se qualifient pour la Liguilla. Il n'y a pas de relégation et les deux meilleurs clubs de Segunda A sont promus en fin de saison.
- la deuxième phase, la Liguilla, voit les six qualifiés s'affronter à nouveau deux fois. Le club en tête du classement à l'issue de la compétition est sacré champion et se qualifie, en compagnie de son dauphin, pour la Copa Libertadores 1986.

C'est le club d'Estudiantes de Mérida qui remporte la compétition, après avoir terminé en tête du classement final, à égalité de points mais avec une meilleure différence de buts que le tenant du titre, le Deportivo Tachira et un point d'avance sur le Nacional Carabobo. C'est le deuxième titre de champion du Venezuela de l'histoire du club après celui remporté en 1980.
Un des clubs fondateurs du championnat professionnel, le Deportivo Portugués, disparaît du paysage sportif national en début de saison. Pour pallier cette absence, le club d'Universidad Central de Venezuela FC est promu parmi l'élite. Enfin, deux autres clubs ne prennent pas part à la compétition : l'ULA Mérida et Petroleros de Zulia, en proie à de grandes difficultés financières et forcés de se retirer.

## Les clubs participants
| - Deportivo Táchira - Deportivo Italia - Portuguesa FC - Atlético Zamora - Caracas FC - Promu de Segunda A | - Atlético San Cristóbal - Estudiantes de Mérida - Mineros de Guayana - Nacional Carabobo - Universidad Central de Venezuela FC - Promu de Segunda A |

## Compétition
Le barème utilisé pour établir les différents classements est le suivant :
- Victoire : 2 points
- Match nul : 1 point
- Défaite : 0 point

### Première phase
| Rang | Équipe                               | Pts | J  | G  | N | P  | Bp | Bc | Diff |
| ---- | ------------------------------------ | --- | -- | -- | - | -- | -- | -- | ---- |
| 1    | Deportivo TáchiraT                   | 22  | 18 | 10 | 2 | 6  | 26 | 12 | +14  |
| 2    | Atlético Zamora                      | 22  | 18 | 8  | 6 | 4  | 22 | 10 | +12  |
| 3    | Atlético San Cristóbal               | 22  | 18 | 8  | 6 | 4  | 23 | 14 | +9   |
| 4    | Nacional Carabobo                    | 22  | 18 | 8  | 6 | 4  | 19 | 14 | +5   |
| 5    | Estudiantes de Mérida                | 20  | 18 | 6  | 8 | 4  | 20 | 16 | +4   |
| 6    | Mineros de Guayana                   | 20  | 18 | 8  | 4 | 6  | 12 | 13 | -1   |
| 7    | Portuguesa FC                        | 18  | 18 | 6  | 6 | 6  | 25 | 23 | +2   |
| 8    | Deportivo Italia                     | 13  | 18 | 3  | 7 | 8  | 14 | 27 | -13  |
| 9    | Caracas FCP                          | 11  | 18 | 2  | 7 | 9  | 11 | 23 | -12  |
| 10   | Universidad Central de Venezuela FCP | 10  | 18 | 3  | 4 | 11 | 11 | 31 | -20  |

|  | Qualification pour la Liguilla             |
|  | T : Tenant du titre P : Promu de Segunda A |

### Liguilla
| Rang | Équipe                 | Pts | J  | G | N | P | Bp | Bc | Diff |
| ---- | ---------------------- | --- | -- | - | - | - | -- | -- | ---- |
| 1    | Estudiantes de Mérida  | 13  | 10 | 5 | 3 | 2 | 21 | 13 | +8   |
| 2    | Deportivo TáchiraT     | 13  | 10 | 5 | 3 | 2 | 14 | 13 | +1   |
| 3    | Nacional Carabobo      | 12  | 10 | 5 | 2 | 3 | 13 | 10 | +3   |
| 4    | Atlético San Cristóbal | 8   | 10 | 3 | 2 | 5 | 6  | 8  | -2   |
| 5    | Atlético Zamora        | 8   | 10 | 3 | 2 | 5 | 13 | 17 | -4   |
| 6    | Mineros de GuayanaC    | 6   | 10 | 1 | 4 | 5 | 9  | 15 | -6   |

|  | Qualification pour la Copa Libertadores 1986                                      |
|  | T : Tenant du titre C : Vainqueur de la Coupe du Venezuela P : Promu de Segunda A |

## Bilan de la saison
| Championnat du Venezuela de football 1985 |                                  |
| Champion                                  | Estudiantes de Mérida (2e titre) |
| Coupes et trophées                        |                                  |
| Vainqueur de la Coupe du Venezuela 1985   | Mineros de Guayana               |
| Qualifications continentales              |                                  |
| Copa Libertadores 1986                    | Estudiantes de Mérida            |
| Copa Libertadores 1986                    | Deportivo Táchira                |
| Promotions et relégations                 |                                  |
| Promus en Primera División                | Maritimo Caracas                 |
| Promus en Primera División                | Atlético Anzoátegui              |
| Relégués en Segunda A                     | Aucun                            |